# The Dawn (film)
Pour les articles homonymes, voir The Dawn et Dawn.
Pour plus de détails, voir Fiche technique et Distribution.
The Dawn est un horreur américain sorti en 2019, écrit et réalisé par Brandon Slagle.

## Synopsis
Après l'assassinat de sa famille par son père au lendemain de la Première Guerre mondiale, une jeune femme part vivre dans un couvent. Mais, les démons qui accablaient son père la suivent, réveillant les cauchemars de son passé.

## Fiche technique
- Titre français : The Dawn
- Réalisation : Brandon Slagle
- Scénario : Elliot Diviney et Brandon Slagle
- Direction artistique : Mariposa Miranda
- Décors : Julia Moore, renne Pilon
- Costumes : Kaytee papusza
- Directeur de la photographie : David M. Brewer et Lance Rand
- Montage : Elliot Diviney et Wayne Kent
- Musique : Matt Jantzen
- Pays d'origine : États-Unis
- Langue : Anglais
- Format :  Couleurs - 2,39:1
- Genre : Horreur
- Durée : 90 minutes
- Date de sortie : 20 juin 2019

## Distribution
- Devanny Pinn : Rose
- Stacey Dash : sœur Ella
- Ryan Kiser : Jeremiah
- David Goryl : père Théodore
- Heather Wynters : révérende Mère Agnès
- Teilor Grubbs : Jeune Rose
- Jonathan Bennett : William